# Csenkeszfa
Csenkeszfa (szlovákul Čenkovce) Pódatejed településrésze, 1940-ig önálló falu Szlovákiában, a Nagyszombati kerületben, a Dunaszerdahelyi járásban.

## Fekvése
Dunaszerdahelytől 4 km-re délkeletre fekszik. Pódafa, Lidértejed és Csenkeszfa településeket Pódatejed néven 1940-ben egyesítették.

## Története
Vályi András szerint „CSENKEFA. vagy Csenkeszfa. Magyar elegyes falu Poson Vármegyében, birtokosai több Nemes Urak, lakosai katolikusok, fekszik a’ Csalóközben, Podafa, és Hegy Ethe közt igen közel, Szerdahelytöl mintegy fél mértföldnyire, határja egy nyomásbéli, ’s tiszta búzát, és rozsot terem, erdője nintsen, réttye szűken, piatza Szerdahelyen, második Osztálybéli."
Fényes Elek geográfiai szótárában „Csenkeszfa, magyar falu, Pozson vgyében,, Szerdahelytől egy kis 1/2 órai járásra, 109 kath., 12 zsidó lak. F. u. többen. Ut. p. Somorja.”
A trianoni békeszerződésig Pozsony vármegye Dunaszerdahelyi járásához tartozott.

## Népessége
1910-ben 99, túlnyomórészt magyar lakosa volt.
2001-ben Pódatejed 762 lakosából 599 magyar és 139 szlovák volt.